# Ducato delle Due Sicilie

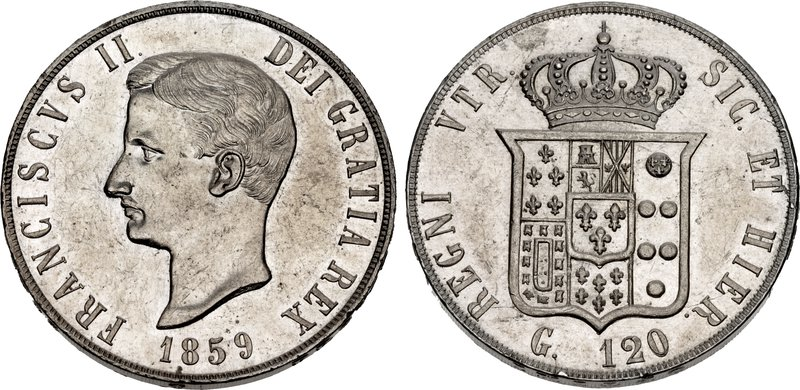
120 Grana

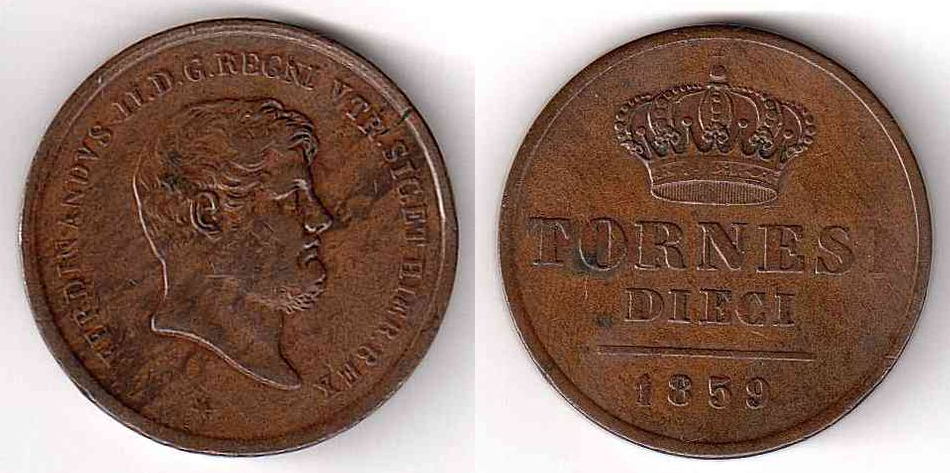
10 Tornesi

Il ducato è stata la valuta del Regno delle Due Sicilie tra il 1816 e il 1860.

## Storia
Quando al Congresso di Vienna fu creato il Regno dalla fusione del Regno di Napoli e del Regno di Sicilia, il ducato delle Due Sicilie sostituì il ducato napoletano e la piastra siciliana. Nella parte continentale del regno, il ducato sostituì anche la lira delle Due Sicilie del breve regno napoletano di Gioacchino Murat.
La legge del 20 aprile 1818 fissò l'unità monetaria del regno nel ducato delle Due Sicilie d'argento del peso di grammi 22,943, con 833,33 millesimi di fino. Un ducato corrispondeva a 100 grana, con monete d'oro da 3, 6, 15 e 30 ducati.
La suddivisione e il conio della moneta fu semplificato rispetto al periodo pre-napoleonica e solo tre denominazioni sopravvissero: il ducato era moneta di conto ma non fu coniata come moneta di singola unità; la denominazione di ducato era presente solo nei multipli in oro; ogni ducato era diviso in 100 grana (singolare: grano) ed i 200 tornesi (singolare: tornese), divisionali in rame. Il simbolo del ducato era la D.
Non essendo coniata la moneta da un ducato, il modulo d'argento più grande era la moneta da 120 grana, non ufficialmente denominata piastra delle Due Sicilie. In Sicilia la lira italiana sostituì la moneta borbonica con la legge 159 del 17 agosto 1860, la quale dava anche corso nell'isola a tutte le monete degli stati pre-unitari. Malgrado ciò, fino a tutto il 1862 le amministrazioni pubbliche e i pubblici ufficiali potevano esprimere i loro bilanci, debiti e crediti ancora in ducati e grana.
Nel 1861 la lira italiana sostituì la moneta borbonica secondo il tasso di cambio di 1 piastra a 5,10 lire, secondo quanto già stabilito nel 1860. Questo dato però non si riferisce alla circolazione monetaria. Il rapporto dipendeva semplicemente dalle dimensioni della moneta e dalla quantità e tipo di metallo che conteneva. 
A differenza di quanto si possa comunemente pensare, nelle Due Sicilie al momento dell'Unità d'Italia era stato coniato ed emesso un totale monetario di 188.478.878 Ducati per un controvalore di 801.035.233,49 lire italiane, ossia, la più ampia produzione monetaria tra gli Stati Preunitari. Inoltre, quando avvenne il ritiro dalla circolazione delle monete metalliche da parte dello Stato Italiano, le Due Sicilie furono lo stato preunitario che contribuì maggiormente: venne ritirato dagli ex-territori delle Due Sicilie un totale di 443,3 milioni di lire italiane pari al 65,7% del totale delle monete metalliche ritirate nell'intero territorio dello stato.

## Monete
A partire dal 1816 nelle Due Sicilie furono coniate monete di:
- rame (tornesi):
  - 10, 8, 5, 4, 3, 2, 1 1/2, 1, 1/2 tornese
- d'argento (grana):[11]
  - "carlino" da 10 grana,
  - "due carlini" o tarì da 20 grana,
  - "mezzo scudo" da 60 grana
  - "scudo" da 120 grana
- d'oro da 3 ("oncetta"), 6, 15 e 30 ducati.

Complessivamente, dal regno di Ferdinando I a quello di Francesco II, furono coniate monete divisionali di rame da ½, 1, 1½, 2, 3, 4, 5, 8 e 10 tornesi (2 tornesi uguali a una grana); in sargento da 5, 10, 20, 60 e 120 grana. I multipli in oro con 996 millesimi erano da 3, 6, 15 e 30 ducati. In uso presso il popolo rimanevano le denominazioni tradizionali di carlino per la moneta d'argento da 10 grana, tarì per quella da 20, mezza piastra e piastra
.

## Notazione
La notazione tradizionale, ereditata da quella del ducato napoletano, indicava la cifra espressa in ducati, grana e cavalli (o calli), separati dai due punti (per esempio: 8:67:6 indicava la somma di 8 ducati, 67 grana e 6 cavalli ovvero un tornese). Un tornese era suddiviso in 6 cavalli ma poiché i cavalli non venivano coniati dal 1804, l'ultima cifra poteva assumere solo il valore "3" (½ tornese), "6" (1 tornese) e "9" (1½ tornesi)